# 青木鷺水
青木 鷺水（あおき ろすい、万治元年（1658年） - 享保18年3月26日（1733年5月9日））は、江戸時代の俳人・浮世草子作者。通称は次右衛門、別名に若松梅之助。別号は白梅園・梅園散人・歌仙堂・三省軒。

## 生涯
曾祖は板垣左京進入道、その嫡女は山田久子、その娘徳子が鷺水の母親にあたる。
京都御幸町通二条上ル町に住し、俳諧点者として『俳諧京羽二重』（林鴻編・元禄4年（1691年）刊）に名を連ねる。同年11月、俳諧撰集『こんなこと』を上梓し、『春の物』（元禄5年（1692年））『手ならひ』（元禄9年（1696年））雑俳『若えびす』（元禄15年（1702年））を出版する。この他、『俳林良材集』（元禄8年（1695年））『俳諧大成新式』（元禄11年（1698年））といった俳諧作法書の編集を手がける。また、『万葉仮名遣』（元禄11年（1698年））『三才全書俳林節用集』（元禄13年（1700年））『和漢故事要言』（宝永2年（1705年））といった字書類の編者でもあった。
元禄13年（1700年）、歌舞伎役者・初代中村七三郎の芸を賛美した漢詩文集風の役者評判記『十能都鳥狂詩』を若松梅之助の名前で上梓。これ以降、俳諧活動から退き、浮世草子を中心とした執筆活動に転向する。宝永3年（1706年）から宝永6年（1709年）にかけて、『御伽百物語』『諸国因果物語』『新玉櫛笥』の怪談三部作を出版し、曾我物狂言を中心に描いた『吉日鎧曾我』（宝永7年（1710年））、赤穂浪士事件を扱った『高名太平記』（刊年未詳）など、多彩な作品を世に出した。
享保18年（1733年）3月26日没。享年76歳。墓所は西光寺とされている。

## 評価
『貞徳永代記』『花見車』といった俳諧関連の書籍には、俳諧以外の活動に関わっていることを揶揄される記述が見られ、同時代の俳壇から辛辣な評価を受けていた。その一方で、生川春明『俳家大系図』では、知識の豊かさと作品の面白さを高く評価されている。

## 作品
俳諧関連
- 『俳諧京羽二重』（林鴻編・元禄4年（1691年）刊）
- 『こんなこと』
- 『春の物』（元禄5年（1692年））
- 『手ならひ』（元禄9年（1696年））
- 『若えびす』（元禄15年（1702年））
- 『俳林良材集』（元禄8年（1695年））
- 『俳諧大成新式』（元禄11年（1698年））

字書類
- 『万葉仮名遣』（元禄11年（1698年））
- 『三才全書俳林節用集』（元禄13年（1700年））
- 『和漢故事要言』（宝永2年（1705年））

浮世草子
- 『御伽百物語』（宝永3年（1706年））
- 『諸国因果物語』（宝永4年（1707年））
- 『新玉櫛笥』（宝永6年（1709年））
- 『吉日鎧曾我』（宝永7年（1710年））
- 『高名太平記』（刊年未詳）

作品集
- 小川武彦『青木鷺水集』全5巻（ゆまに書房、1984年～1985年）